# Patinação artística na Universíada de Inverno de 2015 - Dança no gelo
A competição de dança no gelo da patinação artística na Universíada de Inverno de 2015 foi realizada no Iglu da Universíada, em Granada, Espanha. A dança curta foi disputado no dia 6 de fevereiro e a dança livre no dia 7 de fevereiro.

## Medalhistas
| Ouro   | ITA Charlène Guignard / Marco Fabbri |
| Prata  | ESP Sara Hurtado / Adrià Díaz        |
| Bronze | SVK Federica Testa / Lukáš Csölley   |

## Resultados

### Dança curta
| Pos. | Nome                                 | Nacionalidade | TSS   | TES   | PCS   | SS   | TR   | PE   | CH   | IN   | Ded   | StN |
| ---- | ------------------------------------ | ------------- | ----- | ----- | ----- | ---- | ---- | ---- | ---- | ---- | ----- | --- |
| 1    | Charlène Guignard / Marco Fabbri     | Itália        | 64.44 | 33.76 | 30.68 | 7.65 | 7.55 | 7.65 | 7.65 | 7.85 | 0.00  | 4   |
| 2    | Sara Hurtado / Adrià Díaz            | Espanha       | 63.12 | 32.76 | 30.36 | 7.35 | 7.35 | 7.75 | 7.65 | 7.85 | 0.00  | 7   |
| 3    | Federica Testa / Lukáš Csölley       | Eslováquia    | 53.04 | 25.88 | 27.16 | 6.75 | 6.65 | 6.65 | 6.95 | 6.95 | 0.00  | 10  |
| 4    | Evgenia Kosigina / Nikolai Moroshkin | Rússia        | 52.10 | 25.74 | 26.36 | 6.70 | 6.35 | 6.65 | 6.60 | 6.65 | 0.00  | 11  |
| 5    | Karina Uzurova / Ilias Ali           | Cazaquistão   | 46.86 | 26.06 | 20.80 | 5.30 | 5.00 | 5.25 | 5.35 | 5.10 | 0.00  | 6   |
| 6    | Chen Hong / Zhao Yan                 | China         | 45.98 | 24.46 | 21.52 | 5.60 | 5.10 | 5.45 | 5.45 | 5.30 | 0.00  | 13  |
| 7    | Jennifer Urban / Sevan Lerche        | Alemanha      | 44.76 | 25.72 | 20.04 | 5.05 | 4.80 | 5.10 | 5.10 | 5.00 | -1.00 | 5   |
| 8    | Celia Robledo / Luis Fenero          | Espanha       | 44.16 | 25.16 | 19.00 | 4.65 | 4.50 | 4.90 | 4.85 | 4.85 | 0.00  | 2   |
| 9    | Lolita Yermak / Oleksiy Shumsky      | Ucrânia       | 42.38 | 22.10 | 20.28 | 5.10 | 4.80 | 5.30 | 5.25 | 4.90 | 0.00  | 8   |
| 10   | Laureline Aubry / Kévin Bellingard   | França        | 42.08 | 23.80 | 18.28 | 4.60 | 4450 | 4.60 | 4.80 | 4.40 | 0.00  | 9   |
| 11   | Song Linshu / Liu Yu                 | China         | 40.04 | 29.96 | 18.08 | 4.70 | 4.35 | 4.75 | 4.60 | 4.20 | -1.00 | 1   |
| 12   | Kei Nishimura / Kentaro Suzuki       | Japão         | 34.04 | 16.84 | 17.20 | 4.45 | 4.10 | 4.35 | 4.45 | 4.15 | 0.00  | 3   |
| 13   | Sun Wenqian / Wang Kuo               | China         | 34.02 | 17.70 | 16.32 | 4.10 | 3.90 | 4.15 | 4.30 | 3.95 | 0.00  | 12  |

### Dança livre
| Pos. | Nome                                 | Nacionalidade | TSS    | TES   | PCS   | SS   | TR   | PE   | CH   | IN   | Ded   | StN |
| ---- | ------------------------------------ | ------------- | ------ | ----- | ----- | ---- | ---- | ---- | ---- | ---- | ----- | --- |
| 1    | Charlène Guignard / Marco Fabbri     | Itália        | 100.54 | 52.00 | 48.54 | 8.05 | 7.85 | 8.20 | 8.15 | 8.20 | 0.00  | 9   |
| 2    | Sara Hurtado / Adrià Díaz            | Espanha       | 100.44 | 51.90 | 48.54 | 7.90 | 7.80 | 8.15 | 8.30 | 8.30 | 0.00  | 13  |
| 3    | Federica Testa / Lukáš Csölley       | Eslováquia    | 89.72  | 46.82 | 42.90 | 7.00 | 6.95 | 7.25 | 7.30 | 7.25 | 0.00  | 11  |
| 4    | Evgenia Kosigina / Nikolai Moroshkin | Rússia        | 86.52  | 44.82 | 41.70 | 6.95 | 6.70 | 6.95 | 7.15 | 7.00 | 0.00  | 10  |
| 5    | Chen Hong / Zhao Yan                 | China         | 76.68  | 43.08 | 33.60 | 5.80 | 5.45 | 5.60 | 5.50 | 5.65 | 0.00  | 8   |
| 6    | Celia Robledo / Luis Fenero          | Espanha       | 74.54  | 42.48 | 33.06 | 5.40 | 5.25 | 5.65 | 5.70 | 5.55 | -1.00 | 6   |
| 7    | Jennifer Urban / Sevan Lerche        | Alemanha      | 73.60  | 41.20 | 32.40 | 5.40 | 5.20 | 5.55 | 5.50 | 5.35 | 0.00  | 7   |
| 8    | Karina Uzurova / Ilias Ali           | Cazaquistão   | 72.16  | 37.90 | 34.26 | 5.80 | 5.65 | 5.75 | 5.75 | 5.70 | 0.00  | 12  |
| 9    | Lolita Yermak / Oleksiy Shumsky      | Ucrânia       | 68.62  | 37.26 | 32.16 | 5.20 | 5.10 | 5.30 | 5.65 | 5.55 | -1.00 | 5   |
| 10   | Laureline Aubry / Kévin Bellingard   | França        | 68.22  | 39.58 | 29.64 | 4.85 | 4.70 | 5.00 | 5.20 | 4.95 | -1.00 | 3   |
| 11   | Song Linshu / Liu Yu                 | China         | 62.56  | 36.68 | 26.88 | 4.55 | 4.15 | 4.65 | 4.60 | 4.45 | -1.00 | 2   |
| 12   | Kei Nishimura / Kentaro Suzuki       | Japão         | 60.80  | 33.42 | 28.38 | 4.60 | 4.50 | 4.85 | 4.95 | 4.75 | -1.00 | 4   |
| 13   | Sun Wenqian / Wang Kuo               | China         | 52.86  | 28.92 | 23.94 | 4.05 | 3.70 | 4.10 | 4.25 | 3.85 | 0.00  | 1   |

### Geral
| Pos.              | Nome                                 | Nacionalidade | Pontos | PC         | PL         |
| ----------------- | ------------------------------------ | ------------- | ------ | ---------- | ---------- |
| Medalha de ouro   | Charlène Guignard / Marco Fabbri     | Itália        | 164.98 | 64.44 (1)  | 100.54 (1) |
| Medalha de prata  | Sara Hurtado / Adrià Díaz            | Espanha       | 163.56 | 63.12 (2)  | 100.44 (2) |
| Medalha de bronze | Federica Testa / Lukáš Csölley       | Eslováquia    | 142.76 | 53.04 (3)  | 89.72 (3)  |
| 4                 | Evgenia Kosigina / Nikolai Moroshkin | Rússia        | 138.62 | 52.10 (4)  | 86.52 (4)  |
| 5                 | Chen Hong / Zhao Yan                 | China         | 122.66 | 45.98 (6)  | 76.68 (5)  |
| 6                 | Karina Uzurova / Ilias Ali           | Cazaquistão   | 119.02 | 46.86 (5)  | 72.16 (8)  |
| 7                 | Celia Robledo / Luis Fenero          | Espanha       | 118.70 | 44.16 (8)  | 74.54 (6)  |
| 8                 | Jennifer Urban / Sevan Lerche        | Alemanha      | 118.36 | 44.76 (7)  | 73.60 (7)  |
| 9                 | Lolita Yermak / Oleksiy Shumsky      | Ucrânia       | 111.00 | 42.38 (9)  | 68.62 (9)  |
| 10                | Laureline Aubry / Kévin Bellingard   | França        | 110.30 | 42.08 (10) | 68.22 (10) |
| 11                | Song Linshu / Liu Yu                 | China         | 102.60 | 40.04 (11) | 62.56 (11) |
| 12                | Kei Nishimura / Kentaro Suzuki       | Japão         | 94.84  | 34.04 (12) | 60.80 (12) |
| 13                | Sun Wenqian / Wang Kuo               | China         | 86.88  | 34.02 (13) | 52.86 (13) |

Legenda
| Recorde mundial      | Recorde mundial (World record)               |                       | Recorde africano                      | Recorde africano (African) |                                           | Q | Classificado por posição (Qualified) |
| Recorde olímpico     | Recorde olímpico (Olympic record)            | Recorde da América    | Recorde da América (Americas)         | q                          | Classificado por melhor tempo (Qualified) |   |                                      |
| Melhor marca do ano  | Melhor marca do ano (World leading)          | Recorde asiático      | Recorde asiático (Asian)              | DNS                        | Não largou (Did not start)                |   |                                      |
| Recorde nacional     | Recorde nacional (National record)           | Recorde europeu       | Recorde europeu (European)            | DNF                        | Não terminou (Did not finish)             |   |                                      |
| Recorde pessoal      | Recorde pessoal do atleta (Personal best)    | Recorde da Oceania    | Recorde da Oceania (Oceania)          | DSQ / DQ                   | Desclassificado (Disqualified)            |   |                                      |
| Recorde da temporada | Recorde da temporada do atleta (Season best) | Recorde sul-americano | Recorde sul-americano (South America) | NM                         | Sem marca (No mark)                       |   |                                      |